# Megabahita spatulata
Megabahita spatulata är en insektsart som beskrevs av Keti Maria Rocha Zanol 1992. Megabahita spatulata ingår i släktet Megabahita och familjen dvärgstritar. Inga underarter finns listade i Catalogue of Life.